# Xanthorhoe extrema
Xanthorhoe extrema là một loài bướm đêm trong họ Geometridae. Loài này được Schneider miêu tả khoa học lần đầu tiên năm 1932.